# Лесозаводск
Лесозаво́дск — город в Приморском крае России. Расположен на реке Уссури в 349 км от Владивостока. Входит в состав Лесозаводского муниципального округа. Население — 34 568 чел. (2024).
В прошлом — центр деревообрабатывающей промышленности, отсюда название города. В настоящее время градообразующие предприятия отсутствуют. Крупнейший работодатель — узловая железнодорожная станция Ружино.

## История
История города ведёт начало с образования в 1894 году переселенцами из Киевской, Черниговской и Полтавской губерний поселений на берегу реки Уссури. В 1902 году на левом берегу Уссури рядом с Транссибирской железнодорожной магистралью появился первый лесопильный завод. В 1924 году на правом берегу реки был основан лесопильный завод, позднее выросший в «Уссурийский деревообрабатывающий комбинат» — крупнейший на Дальнем Востоке страны.
Первое поселение носило название Дальлес, в 1932 году посёлок был объединён с деревней Новостройка, сёлами Донское — 1929 жителей (1915) (бывшая казачья станица Донская), Лутковка — 904 жителя (1915), Медведицкое — 928 жителей (1915) и железнодорожной станцией Уссури, получив современное наименование Лесозаводск. 2 февраля 1938 года рабочий посёлок получил статус города.
В 1972 году образован крупный завод по производству кормовых дрожжей, в 1974 — швейная фабрика «Уссури», в 1987 — мебельный комбинат.

## Население
| 1915    | 1926    | 1933    | 1939    | 1959    | 1967    | 1970    | 1979    | 1989    |
| ------- | ------- | ------- | ------- | ------- | ------- | ------- | ------- | ------- |
| 3761    | ↗3812   | ↗6500   | ↗24 078 | ↗32 124 | ↗35 000 | ↘34 957 | ↗38 790 | ↗44 065 |
| 1991    | 1992    | 1996    | 1998    | 2000    | 2001    | 2002    | 2003    | 2005    |
| ↗45 000 | ↗45 400 | ↗46 800 | ↘46 000 | ↘45 500 | ↘45 300 | ↘42 185 | ↗42 200 | →42 200 |
| 2006    | 2007    | 2008    | 2009    | 2010    | 2011    | 2012    | 2013    | 2014    |
| ↘42 000 | ↘41 700 | ↘41 354 | ↘41 152 | ↘37 034 | ↘36 978 | ↘36 843 | ↗36 892 | ↘36 619 |
| 2015    | 2016    | 2017    | 2018    | 2019    | 2020    | 2021    | 2023    | 2024    |
| ↘36 317 | ↘36 027 | ↘35 816 | ↘35 506 | ↘35 310 | ↘35 097 | ↗35 433 | ↘34 967 | ↘34 568 |

На 1 января 2024 года по численности населения город находился на 441-м месте из 1119 городов Российской Федерации.

## Средства массовой информации
Издаются информационно-аналитические газеты «На берегах Уссури», «Лесозаводское время», газета «Всё обо Всём». Работает муниципальное «Лесозаводское телевидение».
В городе вещают следующие FM-радиостанции:
- 88,0 МГц — Приморская волна[34][35]
- 90,0 МГц — Владивосток FM
- 105,1 МГц — Love Radio[36]
- 105,5 МГц — Радио России / ГТРК Приморье[37]
- 107,6 МГц — (ПЛАН) Авторадио

## Достопримечательности
- Музей истории Лесозаводска (1988)[38] — филиал Музея истории Дальнего Востока имени В. К. Арсеньева
- Спортивный комплекс «Чемпион» (2014)
- Автодорожный мост через реку Уссури (1965)
- Церковь Покрова Божией Матери (2002)
- Часовня Святителя Николая Чудотворца (2002) на станции Ружино
- Мемориальный комплекс «Площадь Славы», посвящённый погибшим на Гражданской и Великой Отечественной войнах (1985)
- Памятник воинам, погибшим в Афганистане (1991)

## Климат
Лесозаводск находится в муссонной дальневосточной области умеренного климатического пояса.
Согласно руководящим указаниям Всемирной метеорологической организации, необходимо рассчитывать две климатические нормы, при условии наличия данных: климатологическую стандартную и опорную. Климатологическая стандартная норма обновляется каждые десять лет, опорная норма охватывает период с 1961 г. по 1990 г..
| Показатель                            | Янв.  | Фев.  | Март | Апр. | Май  | Июнь | Июль | Авг. | Сен. | Окт. | Нояб. | Дек.  | Год |
| ------------------------------------- | ----- | ----- | ---- | ---- | ---- | ---- | ---- | ---- | ---- | ---- | ----- | ----- | --- |
| Средняя температура, °C               | −17,3 | −12,6 | −3,5 | 6,2  | 13,6 | 18,4 | 21,8 | 20,9 | 15,1 | 6,9  | −4,5  | −14,8 | 4,2 |
| Норма осадков, мм                     | 14    | 13    | 32   | 43   | 73   | 79   | 118  | 114  | 74   | 54   | 32    | 24    | 670 |
| Источник: ФГБУ «Гидрометцентр России» |       |       |      |      |      |      |      |      |      |      |       |       |     |

| Показатель                           | Янв.  | Фев.  | Март  | Апр. | Май  | Июнь | Июль | Авг. | Сен. | Окт. | Нояб. | Дек.  | Год  |
| ------------------------------------ | ----- | ----- | ----- | ---- | ---- | ---- | ---- | ---- | ---- | ---- | ----- | ----- | ---- |
| Средний суточный максимум, °C        | −12,1 | −7,2  | 2,5   | 14,1 | 21,0 | 25,2 | 27,7 | 27,2 | 22,0 | 13,6 | 1,6   | −8,7  | 10,6 |
| Средняя температура, °C              | −18   | −13,5 | −4    | 7,0  | 14,1 | 19,3 | 22,6 | 21,8 | 15,3 | 6,7  | −4,4  | −14,5 | 4,4  |
| Средний суточный минимум, °C         | −23,9 | −19,8 | −10,5 | −0,1 | 7,2  | 13,4 | 17,5 | 16,4 | 8,6  | −0,2 | −10,4 | −20,3 | −1,8 |
| Норма осадков, мм                    | 11    | 8     | 16    | 26   | 49   | 61   | 98   | 116  | 79   | 42   | 22    | 13    | 541  |
| Источник: метеостанция «Лесозаводск» |       |       |       |      |      |      |      |      |      |      |       |       |      |

## Галерея

Администрация Лесозаводского городского округа
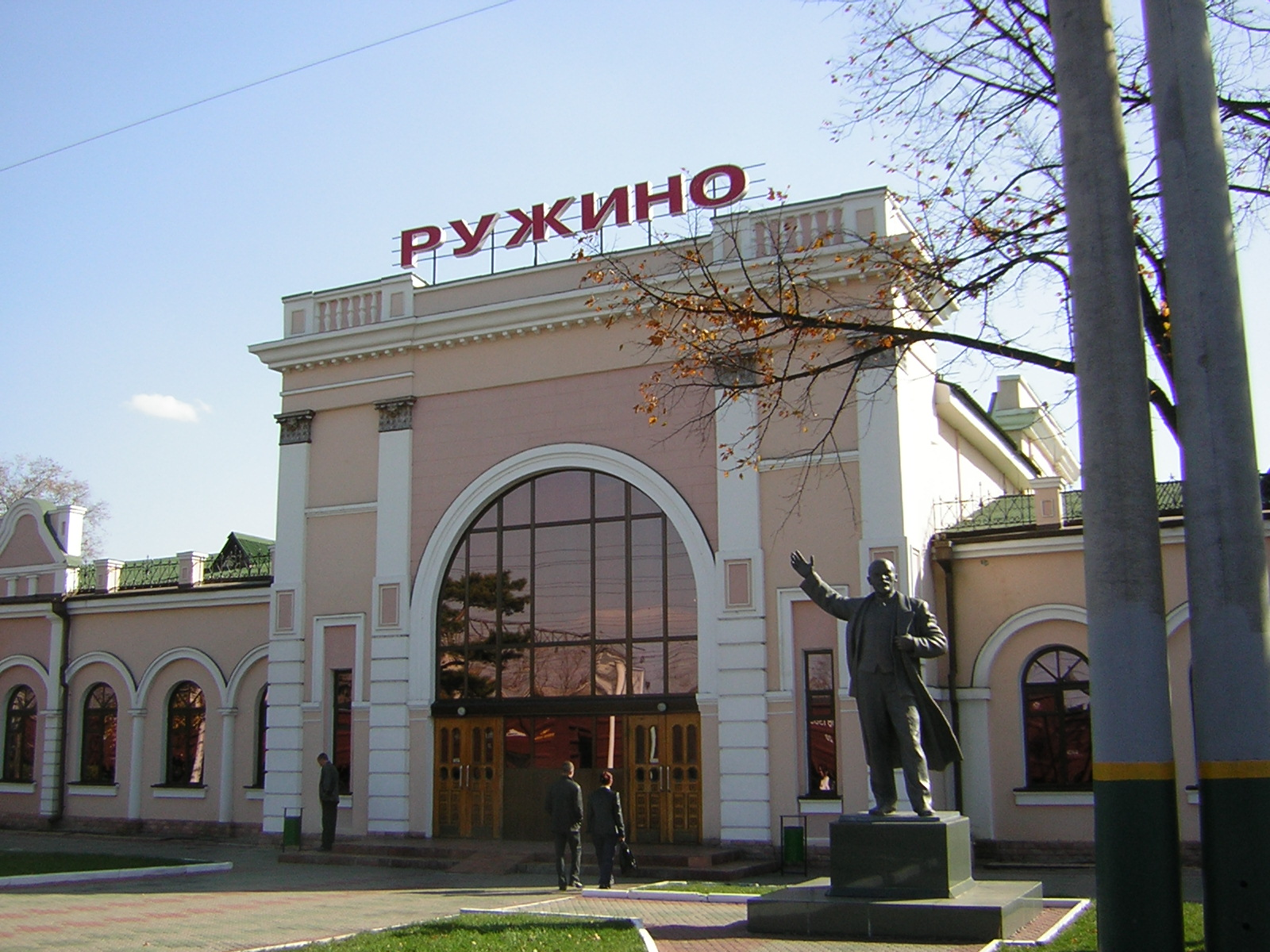
Вокзал на станции Ружино
Дом культуры
Мемориальный комплекс «Площадь Славы»